# Ларионов, Иван Федорович (полковник)
Иван Федорович Ларионов (1915―1961) ― участник Великой Отечественной войны, командир стрелкового батальона 685-го стрелкового полка 193-й стрелковой дивизии 5-й Армии, полковник.

## Биография
Родился в 1915 года в Качикатском наслеге Восточно-Кангаласского улуса. По национальности - якут.
В 1937 году окончил Якутскую национальную военную школу. Как лучший курсант был оставлен в школе командиром отделения. За отличную работу на этой должности был награждён Почетной грамотой ЦИК Якутской АССР.
В 1938 году поступает в Свердловское военно-пехотное училище. За отличные успехи в боевой и политической подготовке курсант постановлением Военного Совета Уральского военного округа был занесен на Доску Почета Военного округа. В декабре 1939 года окончил училище и в звании лейтенанта был распределен в Ленинградский военный округ.
Службу начал командиром стрелкового взвода отдельного лыжного батальона 139-й стрелковой дивизии 8-й Армии. Спустя шесть месяцев назначен командиром стрелковой ротой.
К началу Великой Отечественной войны лейтенант Ларионов был командиром стрелкового батальона 685-го стрелкового полка 193-й стрелковой дивизии 5-й Армии.
Его батальон участвовал при нанесении контрудара в направлении Новгород — Волынский в первой половине июля 1941 года. Потом выйдя из окружения, батальон вместе с другими частями, участвовал в обороне Киева. Затем батальон Ларионова, пополнив свои ряды, год сражался в составе Юго-Западного фронта.
В октябре 1942 года командование отозвало Ларионова с фронта в тыл и назначило командиром учебного батальона 31-го запасного стрелкового полка 10-й запасной стрелковой бригады. Эта бригада готовила младших командиров для Юго-Западного, Степного, Донского, Центрального и 1-го Белорусского фронтов.
Иван Ларионов добился отправки на действующую армию и дошёл от Волги до Берлина. Войну Ларионов закончил в звании майора на должности командира моторизованного батальона автоматчиков.
Работал военным комиссаром Якутской АССР.
В отставку вышел в звании полковника. Умер в 1961 году и похоронен в Якутске.

## Награды
- Два ордена Красной Звезды
- Орден Боевого Красного Знамени
- 6 боевыми медалями — «За боевые заслуги», «За оборону Сталинграда» и др.